# Йохан II фон Шпигелберг
Йохан II фон Шпигелберг (на немски: Johann II von Spiegelberg; † 20 март 1480) е граф на Шпигелберг.

## Произход и наследство
Той е син на граф Мориц IV 'Млади' фон Шпигелберг († 1434) и втората му съпруга принцеса Аделхайд фон Анхалт-Бернбург († сл. 1434), дъщеря на княз Бернхард V фон Анхалт-Бернбург († 1410) и Елизабет фон Хонщайн-Келбра († сл. 1426).
Йохан II фон Шпигелберг умира на 20 март 1480 г. на ок. 45 години и е погребан в манастир Мариенау. През 1494 г. графството Пирмонт отива чрез наследство на Шпигелбергите.

## Фамилия
Първи брак: с Урсула фон Пирмонт († пр. 1459), дъщеря на Хайнрих III фон Пирмонт († ок. 1435) и Хазека фон Шпигелберг († 1465). Те имат един син:
- Фридрих фон Шпигелберг-Пирмонт († 5 март 1537), граф на Шпигелберг и Пирмонт (1494 – 1535), женен I. на 25 юни 1503 г. за принцеса Анна фон Саксония-Лауенбург-Рацебург († 9 август 1504), II. на 24 октомври 1518 г. за графиня Анна фон Хонщайн-Клетенберг († 5 ноември 1537)

Втори брак: на 21 август 1467 г. с Елизабет фон Дипхолц (* пр. 1459; † пр. 22 май 1475), вдовица на граф Йохан V фон Хоя († 10 април 1466), дъщеря на Ото фон Дипхолц († сл. 1484) и Хайлвиг фон Бронкхорст († 1498). Те имат един син:
- Мориц VI (* пр. 1476; † 15 ноември 1527), домхер в Кьолн (1476 – 1527)

Трети брак: пр. 22 май 1475 г. с Елизабет фон Липе (* ок. 1460; † сл. 1527), дъщеря на Бернхард VII фон Липе († 1511) и Анна фон Холщайн-Шауенбург († 1495). Те имат децата:
- Анна († сл. 1502), омъжена на 4 декември 1493 г. за Дитрих II фон Плесе († сл. 19 декември 1542), или за Готшалк фон Плесе (* пр. 1470; † 1543)
- Симон († между 20 септември 1514 и 4 април 1524), домхер в Кьолн (1495), постулат в Хилдесхайм (1502)
- Хайнрих/ Ерих († 1492)
- дъщеря († 1499)

Вдовицата му Елизабет фон Липе се омъжва втори път на 18 ноември 1482 г. за граф Рудолф IV фон Дипхолц († сл. 1510).